# Simaba guianensis
Espèce
Classification APG III (2009)
Statut de conservation UICN

 LC  : Préoccupation mineure
Synonymes
- Aruba guianensis Aubl.
- Quassia cuspidata (Spruce ex Engl.) Noot.
- Quassia guianensis (Aubl.) D. Dietr.
- Simaba cuspidata Spruce ex Engl.[1]

- Aruba guianensis (Aubl.) Kuntze
- Simaba cuspidata var. cuspidata
- Simaba guianensis var. schomburgkiana Engl.
- Simaba guianensis var. typica Cronquist
- Simaba multiflora var. schomburgkiana Sandwith [2]

Simaba guianensis est une espèce d'arbre néotropical, appartenant à la famille des Simaroubaceae. C'est l'espèce type du genre Simaba Aubl..
En Guyane, on l'appelle Wasaku sili (Wayãpi).
On l'appelle Cajurana au Brésil.

## Taxonomie
Bien qu'ayant fait l'objet de plusieurs études,,, la taxonomie de Simaba guianensis n'est pas encore résolue. On aurait probablement affaire à 4 sous-espèces dont :
- Simaba guianensis subsp. ecaudata (Cronquíst) Cavalcante
- Simaba guianensis subsp. guianensis
- Simaba guianensis subsp. huberi Francesch. & W.W. Thomas[9]

S. guianensis subsp. ecaudata montre une grande diversité morphologique, et pourraient être séparé en trois groupes distincts, qui pourraient être considérés à terme comme de nouvelles espèces à part entière, de la même façon que Simaba guianensis subsp. polyphylla Cavalcante dont le nom correct est désormais Simaba polyphylla (Cavalcante) W. Thomas,.

## Description
Simaba guianensis est une espèce ligneuse à feuilles alternes, généralement composées imparipennées (rarement unifoliolée), à rachis comprenant un pétiole long de 2 à 25 cm. Les folioles ne sont jamais glanduleuses. L'inflorescence est généralement petite et peu ramifiée (contrairement à Simaba polyphylla qui a une inflorescence plus grande et généralement 5–11 paires de folioles). Les fleurs ne sont généralement pas disposées en cymes. Les pédicelles sont longs de 2–5 mm. Le filet des étamines porte 2 dents apicales, est séparé de l'appendice staminal sur 0,6–1,5 mm de long (ou au plus adné sur 0–0,2 mm), et est de taille au moins égale à celle de l'ovaire.

Simaba guianensis subsp. huberi Francesch. & W.W. Thomas est un arbuste ou sous-arbrisseau haut de 0,2–1(–3) m, à folioles généralement coriaces et souvent fortement révolutées. La partie libre de l'appendice staminal est long de 0,5–1,2 mm. Les fruits sont de couleur bordeaux.

Simaba guianensis subsp. guianensis est un arbuste ou un petit arbre, haut de 0,3–2(7) m.
Ses feuilles alternes, longues de 8,5-30 cm (en comptant le pétiole et le foliole terminal), sont composées à 3-7 folioles.
Le pétiole mesure (0,9)l0,8-9 cm de long.
Les folioles mesurent 4,3-19 x 1,6-6,4 cm, sont subcoriaces à coriaces, de forme folioles étroitement elliptiques à elliptiques ou parfois étroitement obovales, à base atténuée à étroitement cunéiforme (parfois oblique), caudé à acuminé à l'apex, et les marges rarement révolutées.
Les plus grandes folioles sont ± sessiles, ou avec des pétiolules ne dépassant pas 2,5 cm de long.
L'inflorescence terminale (ou émergeant à l'aisselle des feuilles supérieures), est mince, avec un axe principal long de 0,8-6 cm lors de l'anthèse.
Les pédicelles sont longs de 1 à 4 mm.
La fleur compte 5 sépales pubérulents, longs de 0,4-0,8 mm.
Les 5 pétales sont étroitement elliptiques à elliptiques, de couleur crème à jaune, jaune orangé ou blanc, pubérulents sur la face abaxiale, et mesurent 4-5 x 1,2-2 mm.
Les étamines ont des filets longs de 2,2 à 3,2 mm, avec un appendice staminal de 1,5 à 2,2 x 0,5 à 0,7 mm, distalement cilié.
La partie du filet séparée de l'appendice staminal est longue de 0,6 à 2,1 mm.
Le gynécée mesure 0,3-1 x 0,6-1,3 mm, est de forme aplatie à transversalement ellipsoïde, courtement tomenteux, avec un style long de 0,2-0,5 ou 1,3-1,5 mm, selon qu'il s'agit d'une fleur brévistylée ou longistylée.
Les fruits sont des monocarpes drupacés, ellipsoïdes, lenticulaires, mesurant 1-1,6 x 0,6-1,1 cm, rugueux, de couleur jaune à orange à maturité, à l'épicarpe fin, charnu et parfois légèrement ailé,

Simaba guianensis subsp. ecaudata (Cronq.) Cavalcante (syn. : Simaba nigrescens Engl.) est un arbre haut de 6–18(30) m.
Ses feuilles alternes pennées mesurent 9-22 cm de long (en comptant pétiole et foliole terminale).
Le pétiole est long de 1,4-5,1 cm.
On compte 3-7(13) folioles, de forme elliptique à légèrement obovale ou ovale, à base cunéiforme à étroitement cunéiforme, à apex arrondi à aigu ou acuminé (parfois caudé), et mesurant 3,l-12 x l0,3-5,6 cm.
La plus grande ± sessile ou avec des pétiolules atteignant jusqu'à 1 cm de long.
L'inflorescence terminale (ou émergeant à l'aisselle des feuilles supérieures), porte un axe principal long de 2-9(13) cm à l'anthèse.
Les pédicelles sont longs de 1-3,5 mm.
La fleur comporte 5 sépales pubérulents, longs de 0,5-0,7(1) mm.
Les pétales, généralement blancs, parfois jaune pâle, crème ou vert-rougeâtre, sont de forme étroitement elliptiques, mesurent (4,2)4,5-5,9 x 1,2-2,1 mm, et sont pubérulent sur la face abaxiale.
Le filet des étamines est long de 3,6 à 5,6 mm, avec un appendice staminal long de 2,2 à 2,6 mm, et cilié distalement.
Le gynécée, mesurant 0,3-0,8 x 0,8-1,3 mm, est pileux, avec un style long de 0,8-2,9 mm, lobé à l'apex.
Le fruit est un monocarpe drupacé, de forme ellipsoïde, lenticulaire, mesurant 1,2-1,4 x 0,7-0,8 mm, de couleur orange à vert à maturité, à l'épicarpe fin et rugueux ou ± charnu et lisse, glabre ou parfois pubérulent.

## Répartition
Simaba guianensis est présent du Venezuela  au Brésil en passant par le Guyana, le Suriname, et la Guyane.
Simaba guianensis subsp. guianensis est présent du Guyana au Brésil (Amapá) en passant par le Suriname, et la Guyane.
Simaba guianensis subsp. huberi est endémique de l'État d'Amazonas au Venezuela,

## Écologie
En Guyane, Simaba guianensis subsp. ecaudata est présent dans les forêts de terre ferme, rare, et fleurit en août.
Simaba guianensis subsp. guianensis est un arbuste ou petit arbre de sous-bois des forêts anciennes (dispersé mais assez commun en Guyane), présent dans les forêts de plaine à 50-500 m d'altitude. En Guyane, il est commun dans les forêts de terre ferme, fleurit en août, et fructifie en septembre-novembre.
Simaba guianensis subsp. huberi est inféodé aux savanes sur sable blanc du Venezuela, autour de 100–200 m d'altitude,.
Dans l'Amapá, Simaba guianensis est la plante hôte de diptères frugivores des familles des Tephritidae (Anastrepha fraterculus et A. parishi) et des Lonchaeidae (Neosilba bella, N. pseudozadolicha et N. zadolicha).
Le coq de roche dissémine des graines de Simaba guianensis en Guyane

## Utilisation
Les Wayãpi tiennent Simaba guianensis subsp. guianensis pour un poison très dangereux pour l'homme (ils le regroupent avec Bonafousia moretii).

## Chimie
On a isolé des alcaloïdes du type cathinone, ainsi que deux quassinoïdes dans Simaba guianensis subsp. guianensis : le 6-a-tigloyloxychaparrine, et le 6-a-tigloyloxychaparrinone, qui inhibent tous deux significativement la leucémie murine p 388 in vitro (NB : seul le premier est actif in vivo).
D'autres toxines doivent être présentes pour expliquer la grande toxicité que les Wayãpi confèrent à cette espèce.
D'autres quassinoïdes ont été isolés dans des extraits de Simaba guianensis : la simalikalactone D, et la gutolactone qui est originale et présente une forte activité antipaludéenne, ainsi que des β-carbolines
On a aussi trouvé de la 9-methoxycanthin-6-one (cytotoxique) dans Simaba guianensis subesp. ecaudata.

## Diagnose

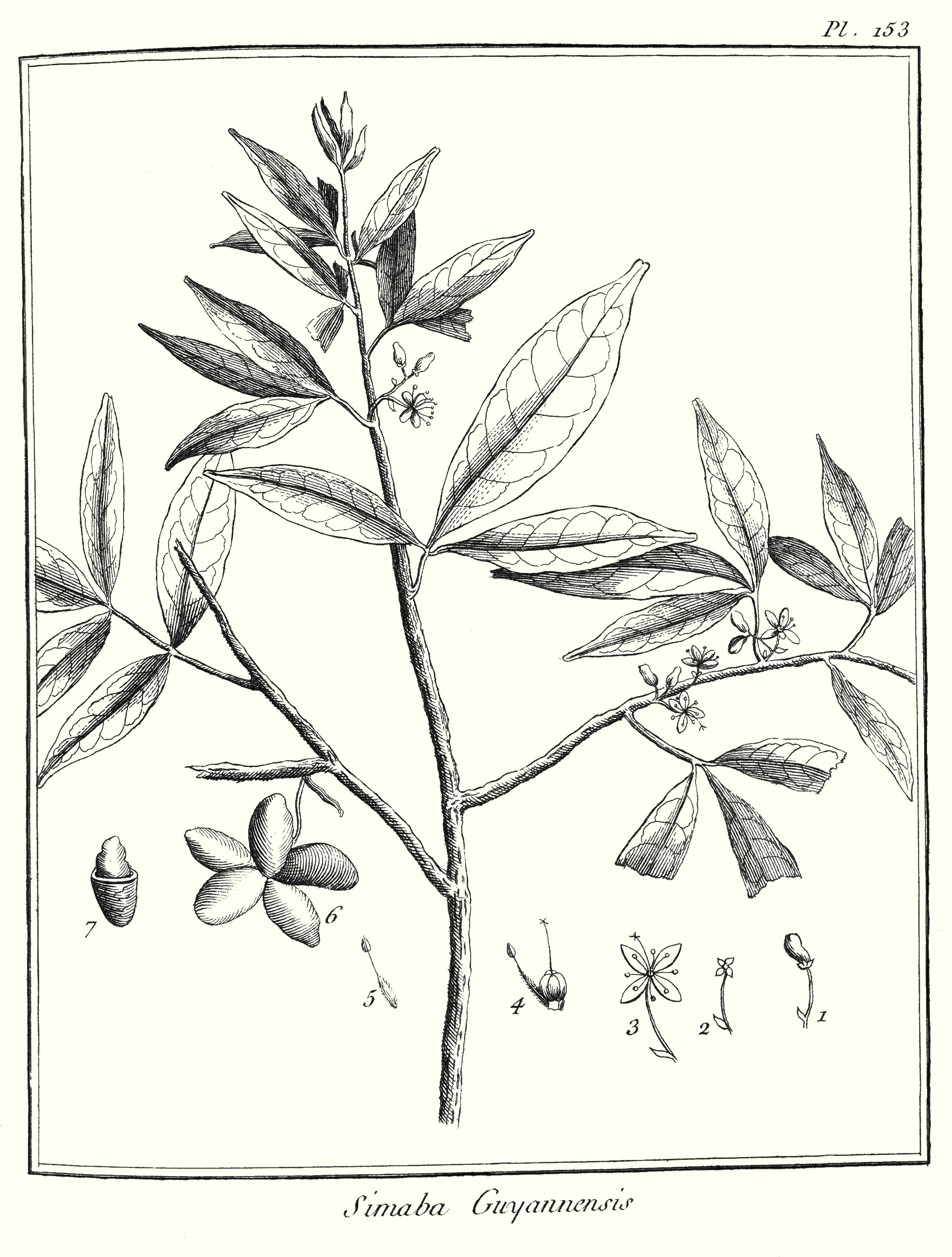
Simaba guianensis par Aublet (1775)
Planche 153. L’on a groſſi les parties de la fleur. Le fruit eſt de grandeur naturelle. - 1. Bouton de fleur. Écaille. - 2. Calice. - 3. Fleur épanouie. - 4. Diſque. Ovaire. Style. Stigmate. Une étamine. - 5. Étamine. - 6. Fruit à cinq capſules. - 7. Capſule coupée en travers. Amande.

En 1775, le botaniste Aublet propose la diagnose suivante : 
« SIMABA Guianenſis. (Tabula 153.)

Frutex octopedalis, trunco ramoſo, ramis ramis & ramulis alternis; utriquè ſparſis. Folia alterna, ternata aut impari-pinnata. Foliolis duobus oppoſitis, utrinque coſtæ adnexis, ſubſeſſilibus, ovato-oblongis, acuminatis, acumine obtuſo, emarginato, glabris, rigidis, integerrimis, Flores corymboſi, axillares, & ſuprà ramos ſparſi. Pedunculus florum ad baſim ſquamula munitur. Cortex ſubviridis, amarus. 
Floret & fructum fert Junio. 

Habitat in ſylvis Orapu. »

« LE SIMABE de la Guiane. (Tabula 153.)
Cet arbrisseau s'élève de ſept à huit pieds ; ſon tronc a par le bas environ trois ou quatre pouces de diamètre. Son écorce eſt ridée, gerſée ; ſon bois eſt blanc, peu compacte. Il pouſſe à deux ou trois pieds au deſſus de la terre des branches rameuſes, garnies de feuilles alternes. Ces feuilles ſont compoſées tantôt de trois folioles, & tantôt elles ſont ailées à deux rangs de folioles oppoſées, dont le nombre eſt de quatre ou de ſix folioles terminées par une impaire ; elles ſont vertes, liſſes, fermés, longues, ovales, terminées par une longue pointe mouſſe & échancrée ; ces folioles ſont portées ſur une côte plus ou moins longue ; les plus grandes ont trois pouces & demi de longueur, ſur un pouce & plus de largeur. 
Les fleurs naiſſent à l'aiſſelle des feuilles par petits bouquets, au nombre de cinq ou de ſix fleurs. Leur pédoncule eſt garni à ſa baſe d'une très petite écaille. 
Le calice de la fleur eſt vert, d'une ſeule pièce, diviſé profondément en quatre petites parties aiguës, & quelquefois cinq. 
La corolle eſt à quatre pétales blanchâtres, & quelquefois cinq ; attachés autour d'un disque verdâtre. 
Les étamines ſont au sombre de huit, & de dix lorſqu'il, à cinq pétales ; elles ſont rangées ſur le bord du diſque. Leur filet eſt large & velu à ſa baſe ; le reſte du filet eſt grêle & nud. L'anthère eſt ovoide, à deux bourſes. 
Le piſtil eſt un ovaire place ſur le diſque ; il eſt à quatre ou cinq cotes, ſurmonté d'un style, terminé par un stigmate à quatre ou cinq rayons. 
L'ovaire en muriſſant devient un fruit compoſé de quatre ou de cinq capsules jaunes, ovoïdes, ſéparées les unes des autres. L'écorce antérieure eſt mince, coriace, verte & amère. 
J'ai trouvé cet arbriſſeau dans les forêts d'Orapu, ſur des terreins qui étoient découverts ; il étoit en fleur & en fruit dans le mois de Juin. »

— Fusée-Aublet, 1775.
Aublet a également décrit comme une espèce distincte Aruba guianensis, ultérieurement identifié comme synonyme de Simaba guianensis subsp. guianensis Aubl., et qu'il a décrit ainsi : 
« ARUBA (Guianenſis). (Tabula 115.)

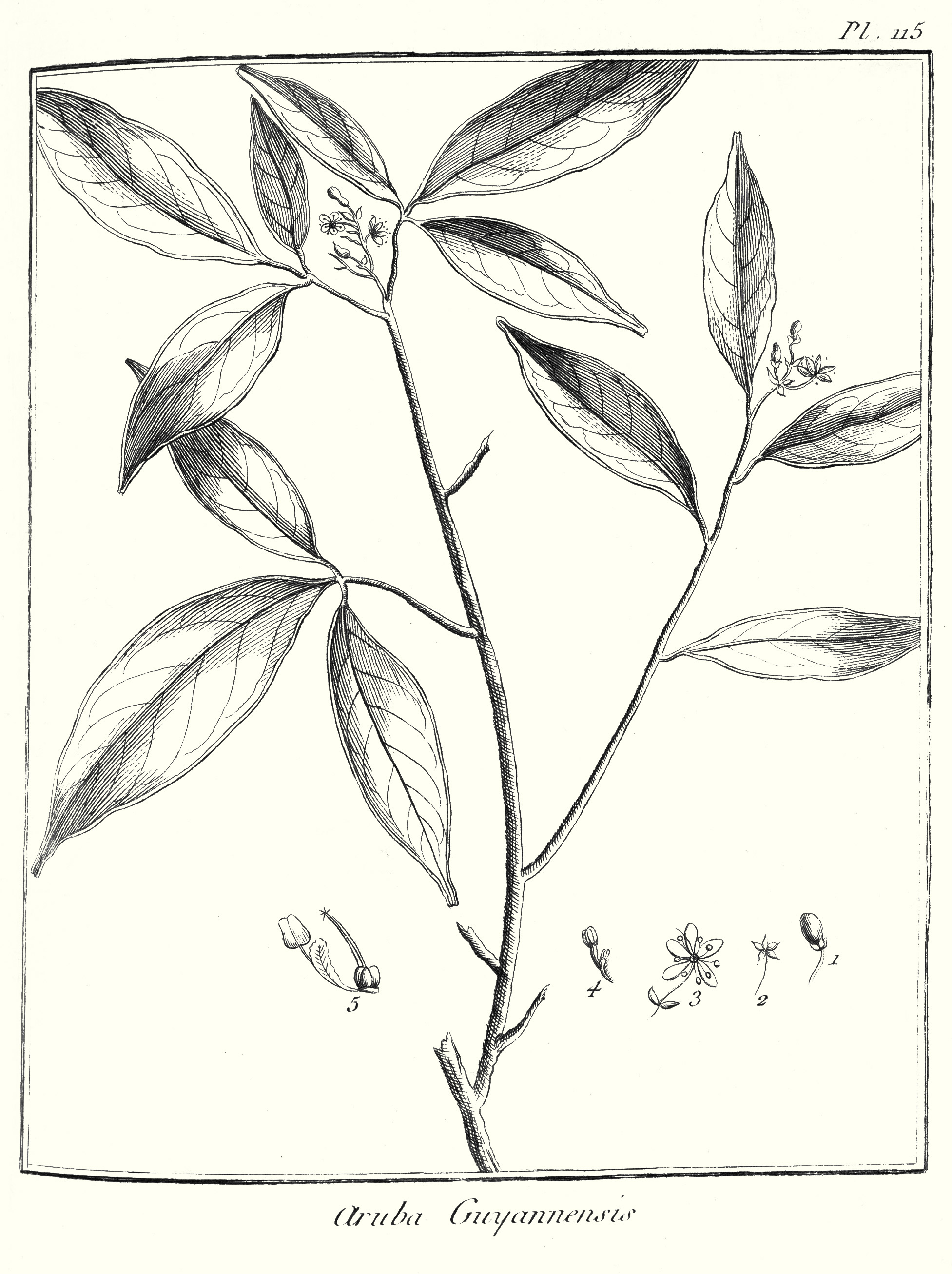
Aruba guianensis Aubl. (synonyme de Simaba guianensis subsp. guianensis Aubl.) par Aublet (1775)
Planche 115. - On a groſſi ſes parties de la fleur. - 1. Bouton de fleur. - 2. Calice. - 3. Fleur épanouie. Pédoncule garni de deux écailles. - 4. étamine. - 5. Ovaire. Styles. Stigmates. Étamines.

Frutex ſexpedalis ; trunco ramoſo ; ramis alternis, undique iparſis. Folia alterna, ſimplicia, ſeſſilia autalternata ; foliolis tribus, petiolo communi adnexis, ovatis, oblongis, acumine emarginato, glabris, integerrimis, rigidis, undulatis. Flores racemoſi, axillares & terminates. Bractæ binæ, ad baſim pedunculi florum ſingulorum. 
Florebat fmctumque ferebat Julio, 

Habitat in ſylvis Aroura. »

« L’ARUBE de la Guiane. (Tabula 153.)
Cet arbrisseau s'élève à cinq ou ſix pieds. Son tronc porte trois ou quatre pouces de diamètre. Deux pieds au deſſus de terre, il commence a pouſſer des branches rameuſes, garnies de feuilles alternes. Ses feuilles ſont quelquefois ſimples, & le plus fou vent à trois folioles vertes, liſſes, fermes, entières, ondées a leur bord, ovales, terminées par une longue pointe échancrée ; la queue, qui porte les trois folioles eſt longue d'un pouce ; la feuille ſimple eſt preſque ſeſſile ; les unes & les autres ſont repréſentées de grandeur naturelle. à l'extrémité des branches & a l'aiileile des feuilles,  naiſſent des petits bouquets de fleurs, chaque fleur a un petit pédoncule garni de deux petites écailles. 
Le cilice eſt à cinq & quelquefois ſix pétales verts, longs & obtus, attaches par un onglet autour d'un diſque qui foutient l'ovaire. 
Les étamines le plus ſouvent ſont au nombre de cinq, quelquefois ſix & même de huit, attachées ſur le bord du diſque. Leur filet porte à ſa baſe un petit feuillet hériſſé de poils blancs ; le reſte du filet eſt grêle, & porte une anthère quarrée, à deux bourfes ſéparées par un ſillon. 
Le piſtil eſt un ovaire poſé ſur le diſque ; il eſt arrondi à trois, quatre, cinq ou ſix côtes ; il eſt ſurmonté de trois styles preſque réunis, mais que l'on ſéparé aiſément ; ils ſont terminés par un stigmate obtus, marqué d'un ſillon : quelquefois ce ſtigmate eſt diviſé en deux parties. 
L'ovaire devient un fruit compoſé de trois, quatre, cinq ou ſix capsules ovoïdes, écartées l'une de l'autre, ces capſules ſont ſèches, minces & n'ont qu'une loge qui renferme une amande. 
Le fruit n'étoit pas encore dans ſa parfaite maturité lorſque j'ai trouvé l'arbriſſeau. 
Il croît dans les grandes forêts d'Aroura. Il étoit en fleur dans le mois de Juillet. 
On a groſſi ſes parties de la fleur. »

— Fusée-Aublet, 1775.